# TV Cosmos
Cosmos (previamente conocido como UCV Satelital y TV Cosmos) es un canal de televisión abierta peruano que fue lanzado al aire el 15 de julio de 2003. Emite desde el distrito de Víctor Larco en la ciudad de Trujillo.

## Historia
La Universidad César Vallejo obtuvo una autorización del Ministerio de Transportes y Comunicaciones en 2002 para emitir por televisión terrestre en el canal 49 de la banda UHF de Trujillo. Un año más tarde, en julio de 2003, la universidad lanza lanzado al aire UCV Satelital y cambió la frecuencia de emisión de la estación del canal 49 al canal 15 de la UHF. El primer programa en emitirse en el canal fue Cadena informativa, un noticiario dentro del horario de las 8:00pm. Posteriormente, UCV Satelital incorpora más programas al canal como Bajo control.
En 2006, el MTC autoriza a la Universidad César Vallejo de emitir en la ciudad de Chimbote en el canal 57 UHF. Al año siguiente, obtiene la documentación necesaria del MTC para poder emitir dentro del canal 49 UHF de Iquitos.
El 31 de mayo de 2013, UCV Satelital es lanzado en el satélite SatMex8. De esta manera, se convirtió en la primera estación de televisión fuera de la capital en tener conexión al satélite.
El 2 de enero de 2017, el canal es relanzado como TV Cosmos. Mateniendo la programación íntegra de su predecesora UCV Satelital. Solo modificando algunos nombres en el noticiero como Hoy Noticias.
Durante la pandemia lanzan por primera vez su señal en alta definición, convirtiéndose en el primer canal local de Trujillo en emitir su señal en el 15.1 y 15.2 de la TDT.
El 1 de junio de 2024, la emisora cambia de nombre a Cosmos. Al inicio de 2025, Cosmos relanza su programación con diversos espacios entre actualidad y entretenimiento.

## Cobertura

### Cobertura Televisión
- Trujillo: Canal 15.1 HD, Canal 31 señal analógica.
- Chiclayo: Canal 45.
- Piura: Canal 49.
- Chimbote: Canal 50.
- Iquitos: Canal 49.
- Chepén y Guadalupe: Canal 34.

- Claro TV Perú: Canal 30
- TV 360 by Bitel: Canal 85

### Cobertura Radio
- Trujillo: Canal 15.2 HD como señal de audio.
- Chepén y Guadalupe: 92.1FM
- Santiago de Chuco: 98.9FM
- Web: radiocosmosperu.com

## Programación

### Programación actual
- Cosmos Noticias
- Dpeapa
- Es Tendencia
- Zona deportiva
- Fuera de Zona
- Bajo Control 2025
- Sabor a Cumbia
- Contacto UCV
- Voz UCV
- Mujeres de Éxito

## USS Satelital
El 4 de julio de 2009, el consorcio universitario Universidad Cesar Vallejo - Universidad Señor de Sipán lanzó en señal de prueba  USS Satelital en el canal 45 UHF en Chiclayo, cuyo contenido era de entretenimiento y emitía algunos programas de UCV Satelital. Sin embargo, el canal no duró mucho y se volvió una repetidora de UCV Satelital.

## Eslóganes
- 2003 - 2009: Un canal para todos.
- 2009 - 2011: La señal liberteña.
- 2011 - 2016: Señal que avanza.
- 2017 - 2019: Vive contigo.
- 2020 - 2024: Somos para ti.
- 2025 - Actualidad: La voz del norte peruano.